# Wiener Bonbons
Wiener Bonbons  (Caramelle Viennesi) op. 307, è un valzer di Johann Strauss (figlio).

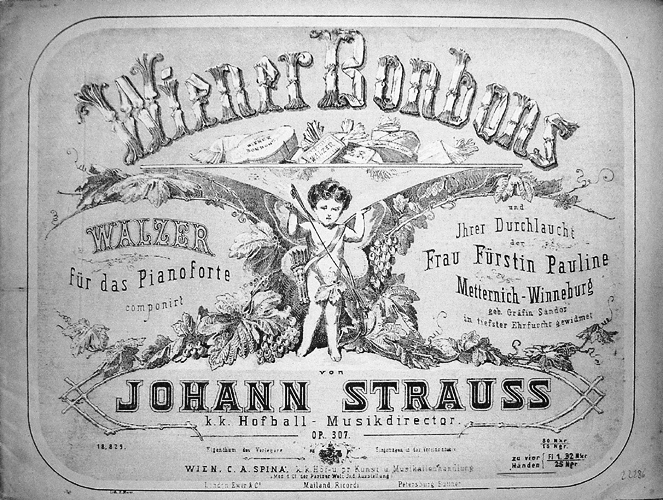
Edizione per pianoforte del valzer Wiener Bonbons.

Il valzer Wiener Bonbons nacque in occasione del ballo dell'associazione degli industriali che si tenne nel Redoutensaal del Palazzo Imperiale dell'Hofburg, a Vienna, il 28 gennaio 1866.
In quell'occasione, Johann Strauss condivise la serata a fianco del fratello minore Josef, con cui si esibì la sera del ballo.
In omaggio dell'organizzatrice della festa (il cui scopo era quello di raccogliere fondi per costruire un ospedale tedesco a Parigi), la principessa Pauline von Metternich (1836-1921), moglie dell'ambasciatore austriaco a Parigi, Josef le dedicò il valzer Deutsche Grüße (Saluti tedeschi), op. 191.
Johann Strauss scelse di contribuire al ballo con un valzer che, nelle sue intenzioni, avrebbe dovuto unire il tradizionale valzer viennese con il fascino parigino, e per meglio raggiungere questo scopo, unì anche le lingue di entrambe le nazioni nel titolo: Wiener Bonbons.
Il valzer venne pubblicato dall'editore C.A. Spina il 13 febbraio 1866 e sulla copertina recava la dedica: "A sua Altezza la Principessa Pauline Metternich-Winneburg, col più profondo rispetto".
La Principessa Pauline non fu soltanto un'influente figura a Vienna, ma fu anche molto attiva presso la corte imperiale di Napoleone III a Parigi.
I due fratelli Strauss cercarono quindi di accattivarsi le simpatie della principessa in vista di una probabile esibizione nel corso dell'Esposizione Universale che si sarebbe tenuta nella capitale francese l'anno successivo, nel 1867.
A tal fine i fratelli Strauss effettuarono una visita a Parigi durante la Pasqua del 1866, poche settimane dopo il ballo della società degli industriali.
Durante l'estate del 1867, Strauss fu invitato a partecipare ad un sontuoso ballo che si tenne all'ambasciata austriaca di Parigi, ospite della principessa e del marito, il principe Richard Metternich, e anche in quell'occasione venne eseguito il valzer Wiener Bonbons.

valzer 1